# 魔酸
魔酸（HSO3F-SbF5），又名氟锑磺酸，是较早发现的超强酸之一，称它「有魔法」是因为它能够分解蜡烛中的蜡。魔酸是一种路易斯酸五氟化锑和一种质子酸氟磺酸的混合物。氟磺酸和五氟化锑按1:0.3（摩尔比）混合时，它的酸性是浓硫酸的1亿倍（哈米特酸度函數 = − 19.2）；按1:1混合时，它的酸性是浓硫酸的10亿倍。能溶解不溶于王水的高级烷烃蜡烛。 
酸碱中和反应的实质是质子的传递反应。超强酸是指酸性比100%硫酸强的酸。魔酸是超强酸之一，為已知第二強的酸，许多物质（如H2SO4）在魔酸中可获得质子（即质子化）。
SbF5和HF以0.2:1的莫耳比混合时，酸度已达到100%硫酸的109倍以上，随着SbF5的比例增加酸度还能增强。
魔酸会剧烈地水解成硫酸和氟銻酸，反应式为：
FSO3H·SbF5 + H2O → H2SO4 + HSbF6
电离方程式：
{\displaystyle \mathrm {SbF_{5}+2\ FSO_{3}H\longrightarrow H_{2}SO_{3}F^{+}+SbF_{5}(SO_{3}F)^{-}} }